# オレグ・バクラーノフ

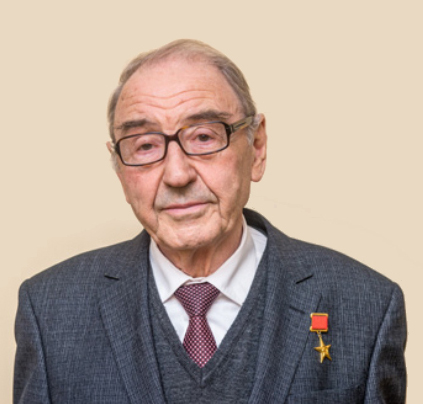
オレグ・ドミトリエヴィチ・バクラーノフ

オレグ・ドミトリエヴィチ・バクラーノフ（Олег Дмитриевич Бакланов, Oleg Dmitrievich Baklanov, 1932年3月17日 - 2021年7月28日）は、ソ連の政治家。元国防会議第一副議長。ソ連8月クーデターの首謀者の一人で、ソ連軍産複合体の代表として国家非常事態委員会に参加した。

## 来歴・人物
1932年、ウクライナ・ソビエト社会主義共和国のハルキウに生まれる。バクラーノフは国営企業合同で働き、軍需産業、軍産複合体で大きな地位を占めるようになり、ソ連国防産業企業合同総裁にまで上り詰める。1976年には、ソ連一般機械製作省次官に就任。1983年同省大臣となる。
ミハイル・ゴルバチョフ政権発足後の1988年2月ソ連共産党中央委員会書記に選出され、軍需産業を担当する。ペレストロイカにおける経済改革の一環として軍民転換（コンヴェルシア）政策が採択されたが、バクラーノフは、国防産業の破壊を招くとして、軍産複合体を代表して反対する立場を表明した。1991年4月、国防会議第一副議長に就任。5月には、ペレストロイカが終焉した場合という前提で、ドミトリー・ヤゾフ国防相を軸とした軍事政権樹立を示唆している。ゴルバチョフが、レオニード・ブレジネフ元書記長の流れを汲む保守派から再び改革派へ舵を切り、新連邦条約採択に向けて審議を開始した際、バクラーノフは、ソ連を単一の連邦国家として維持する案を提出して、連邦構成各共和国による主権国家連合を主張するヌルスルタン・ナザルバエフカザフスタン大統領と争う一幕もあった。共産党機関誌『ソビエツカヤ・ロシア』に論文「国民へ告ぐ」の執筆者として名を連ね、この論文でクーデターの実行を主張していた。
1991年8月19日の新連邦条約調印直前、国家非常事態委員会のメンバーとして、健康上の理由によるゴルバチョフの執務不能とゲンナジー・ヤナーエフ副大統領の大統領代行就任という声明を発表し、クーデターを敢行する。バクラーノフは、ヤナーエフ大統領代行やボリス・プーゴ内相とともに委員会を代表して記者会見に臨む。軍産複合体の代表として、陰の実力者ともいうべき位置にあったバクラーノフが初めて表舞台に立った瞬間ではあった。しかし、結局クーデターは3日間で失敗し、バクラーノフは他のメンバーと共に逮捕された。その後、恩赦によって釈放され、地域社会団体「ロシア・ウクライナ国民友好協力会議」の議長に就任。
2021年7月28日に死去。89歳没。バクラーノフの死により、国家非常事態委員会の主要メンバー8人は全員この世を去った。